# Îlot du Fort Génois
L'îlot du Fort Génois est un îlot de la mer Méditerranée à Annaba en Algérie.

## Description
Sur un cap proche de l'îlot du Lion situé à 8 km au nord de d'Annaba se trouve une anse semi-boisée abritant trois petites criques surmontées d'une batterie côtière, anciennement dénommée le Fort génois.
Vers 1550, moyennant redevance, la pêche du corail était permise aux Génois. 
Par mauvais temps, leurs barques corallines s'abritaient dans cette anse. 
Les Génois avaient construit au XVe siècle un fort, en vue de protéger leurs navires qui venaient s'abriter à ses pieds.
Le fort sera restauré par les Français et il y construiront le phare du Fort Fort Génois qui signalait aux navires l'emplacement du mouillage.
Le Cap du Fort Génois est entouré, d'un grand nombre de gros rochers.